# Boheems Middelgebergte
Boheems Middelgebergte (Tsjechisch: České Středohoří) is een gebergte in Noord-Bohemen, Tsjechië. Het gebergte is ongeveer 80 km lang en het heeft een oppervlakte van 1.226 km². Het hoogste punt is de berg Milešovka (836 m). Het Boheems Middelgebergte loopt door de regio's Ústí nad Labem en Liberec. De bergen van het Boheems Middelgebergte bestaan uit basalt.

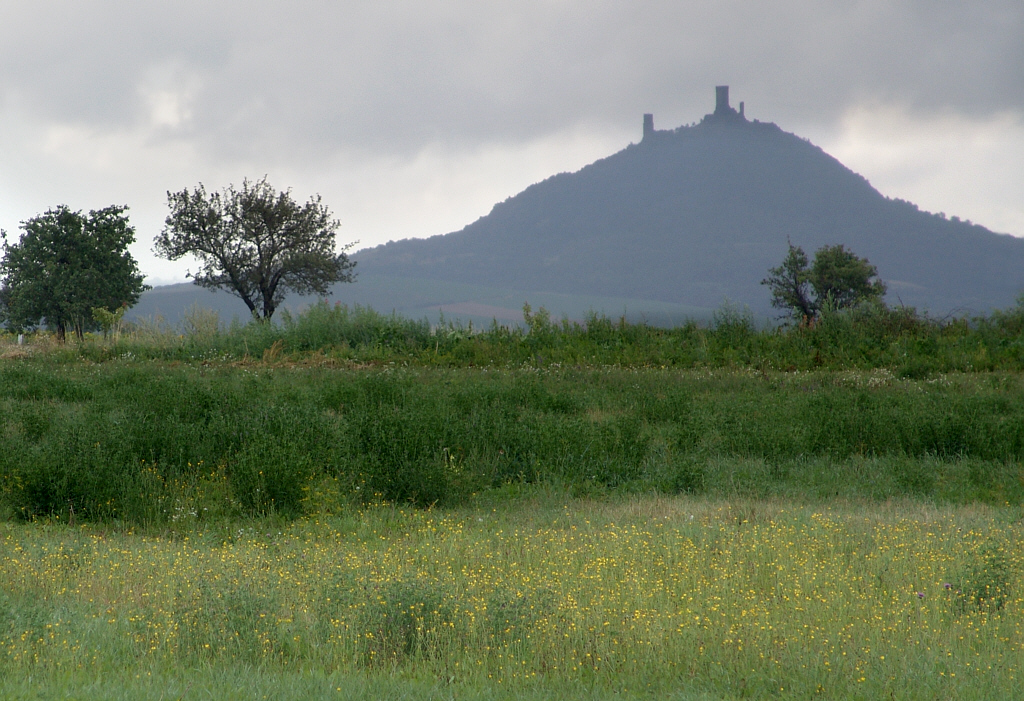
Hazmburk
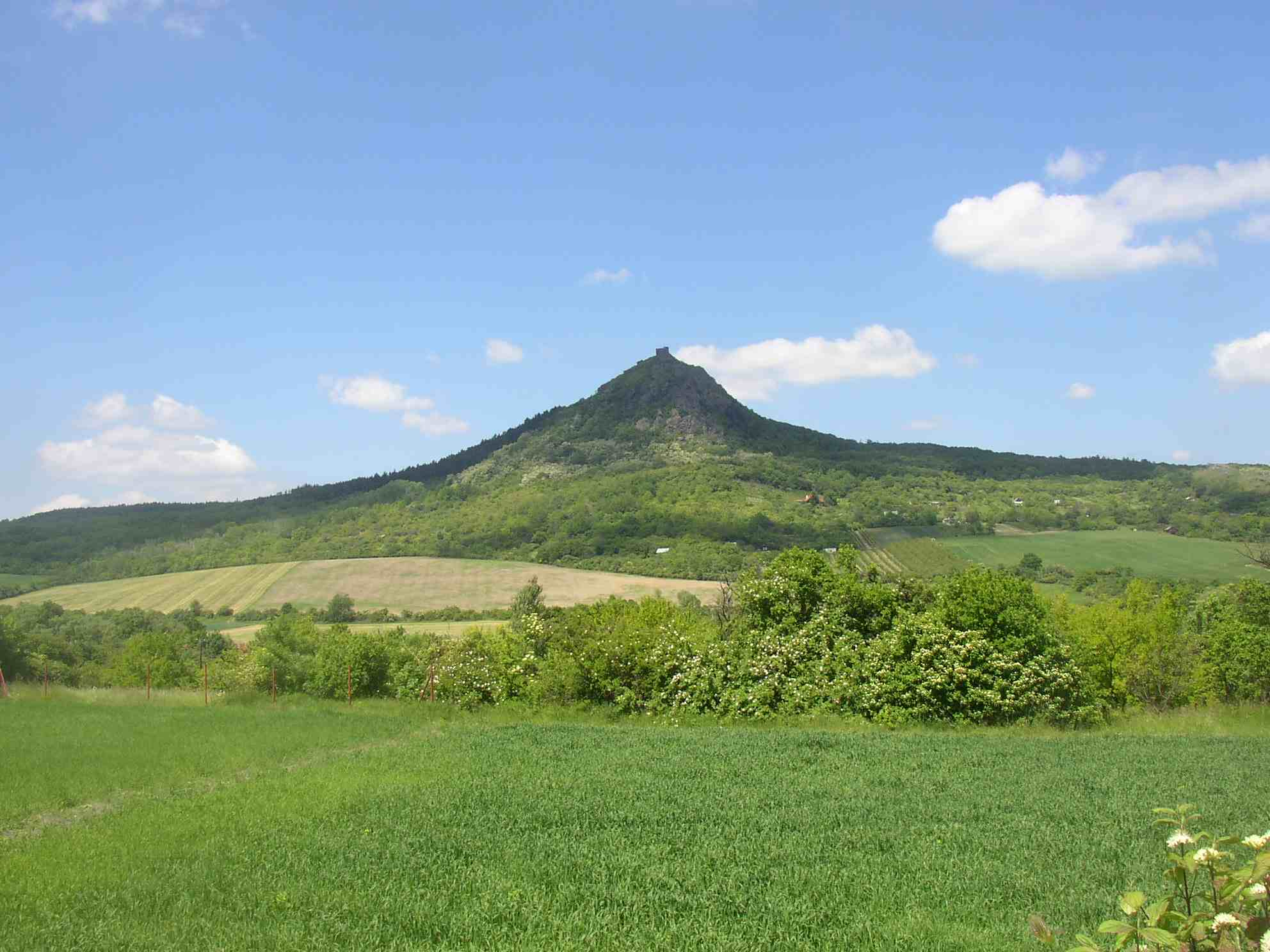
Košťálov
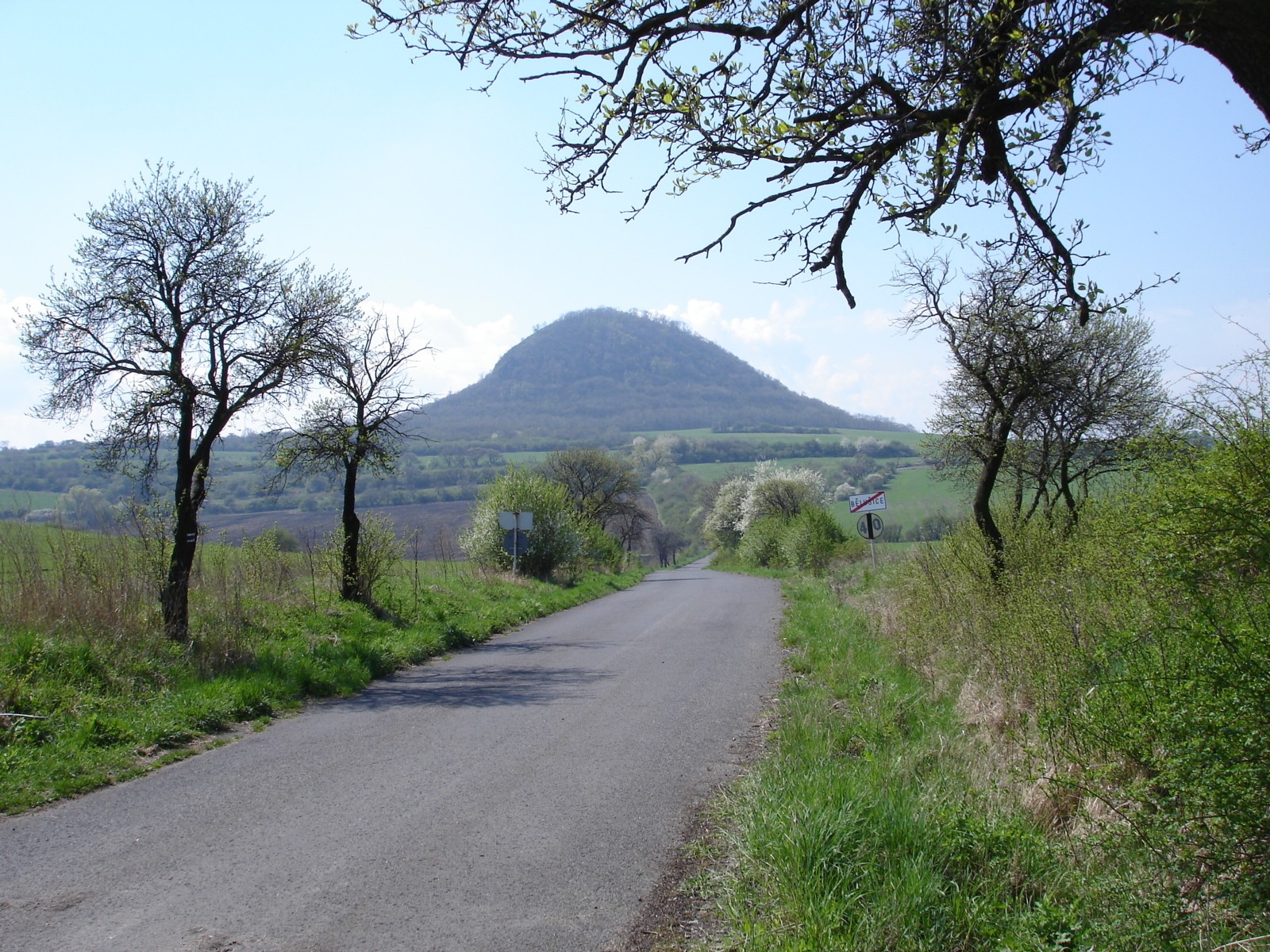
Milá
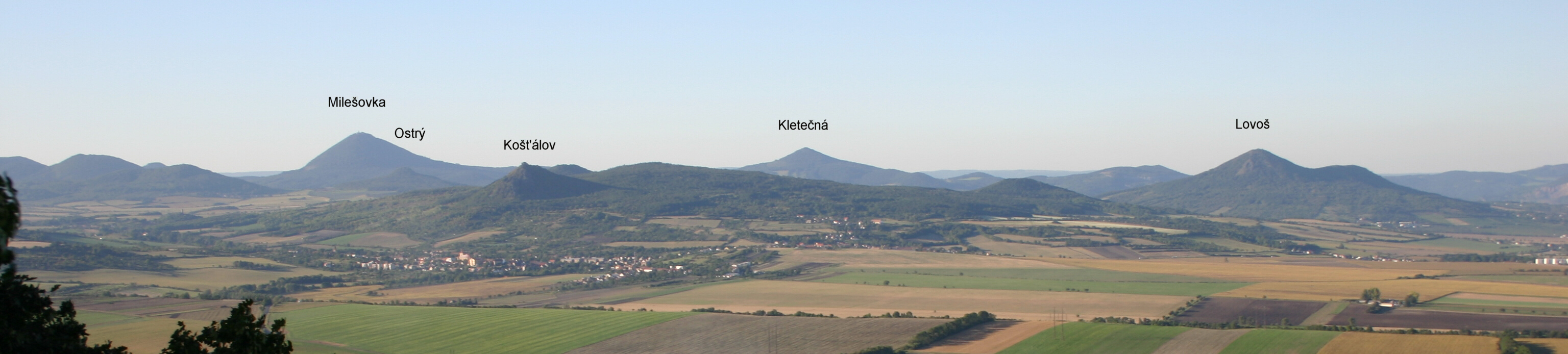
České Středohoří vanuit Hazmburk